# Montmirail, Marne

Montmirail este o comună în departamentul Marne, Franța. În 2009 avea o populație de 3,778 de locuitori.